# Vivar del Cid
Vivar del Cid ist eine Ortschaft mit ca. 235 Einwohnern in der Gemeinde (municipio) Quintanilla Vivar in der Provinz Burgos in der Autonomen Region Kastilien-León im Norden Spaniens. Der Ort gilt als Geburtsort des spanischen Nationalhelden Don Rodrigo Díaz de Vivar, besser bekannt unter dem Namen El Cid.

## Lage
Der Ort Vivar del Cid liegt in der kastilischen Hochebene (meseta) ca. 10 km nördlich der Großstadt Burgos in einer Höhe von ca. 850 m.

## Wirtschaft
Der Ort lebte traditionsgemäß von der Landwirtschaft. Mittlerweile haben sich mehrere Familien aus Burgos hier angesiedelt. Inzwischen spielt auch der Tourismus eine nicht unbedeutende Rolle für die Einnahmen der Gemeinde.

## Geschichte
Der Ortsname wird erstmals in einer Eheurkunde erwähnt, die Rodrigo de Vivar und seine Gemahlin Jimena anlässlich ihrer Vermählung im Jahr 1074 anfertigen ließen; Don Rodrigo besaß hier wohl Grundbesitz. Im Heldenlied Cantar de Mio Cid (um 1200) wird Vivar als Geburtsort von Rodrigo erwähnt.

## Sehenswürdigkeiten

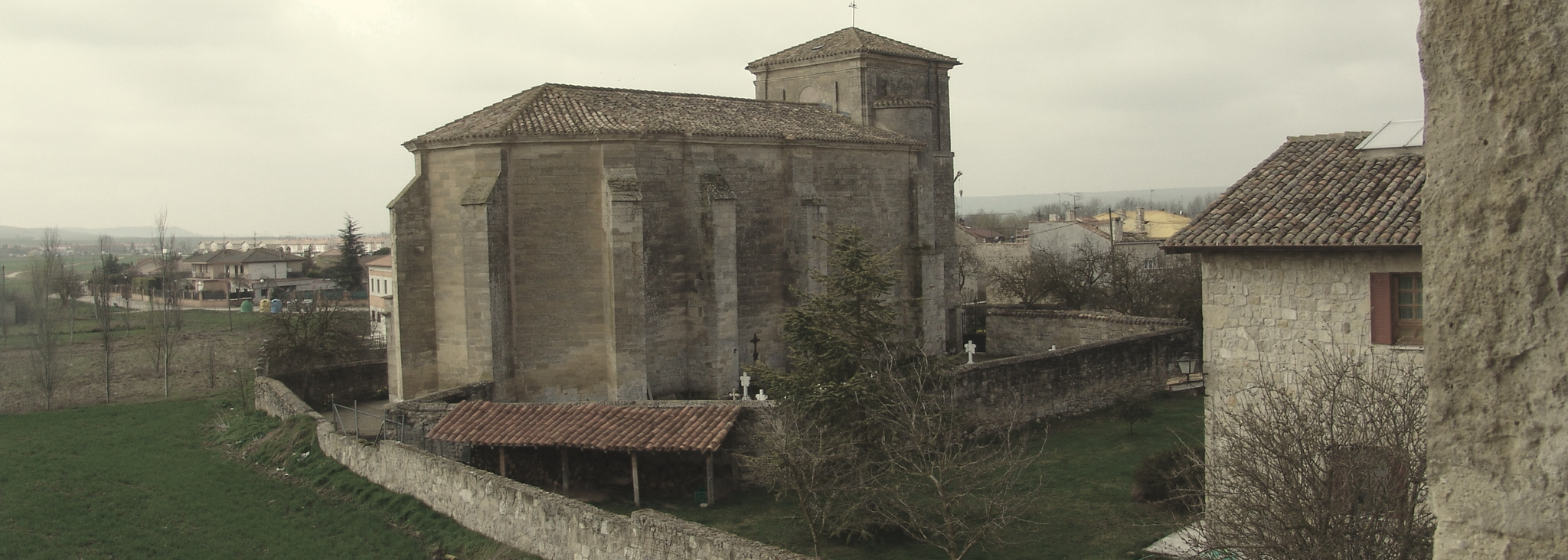
Iglesia de San Miguel Arcángel

- Im Monasterio de Nuestra Señora del Espino werden verschiedene Dokumente und Schriften gezeigt, die mit der Geschichte des Cid zu tun haben – darunter eine Faksimile-Kopie der Handschrift des Cantar de Mio Cid.
- Zwei neuzeitliche Monumente im Ortszentrum erinnern ebenfalls an den Campeador (= „Kämpe“).
- Die Iglesia de San Miguel Arcángel ist dem Erzengel Michael geweiht; sie hat einen mittelalterlichen Ursprung, doch stammt der heutige Bau aus dem 16. Jahrhundert. Im Innern befinden sich ein romanischer Taufstein sowie zwei barocke Schnitzaltäre.[1]